# Należności krótkoterminowe
Należności krótkoterminowe – to wszystkie należności z tytułu dostaw i usług, niezależnie od terminu spłaty oraz całość lub część należności z innych tytułów niezaliczonych do aktywów finansowych, które są wymagalne w ciągu 12 miesięcy od dnia bilansowego. 
Wśród należności krótkoterminowych, oprócz ogółu należności będących efektem bezgotówkowej sprzedaży materiałów, towarów, produktów, ujmuje się wymagane w ciągu 12 miesięcy: 
- należności z tytułu rozliczeń publiczno-prawnych (ceł, dotacji, podatków, ubezpieczeń społecznych i zdrowotnych),
- należności z tytułu leasingu finansowego,
- należności od pracowników, od właścicieli,
- należności dochodzone na drodze sądowej.

Do należności krótkoterminowych zalicza się także:
- wierzytelności oddane do wyegzekwowania firmie zajmującej się windykacją oraz sprzedane firmie zajmującej się faktoringiem, jeżeli umowa przewiduje możliwość ich zwrotu jednostce jako pierwotnemu wierzycielowi, w razie niemożności wyegzekwowania należności,
- pożyczki udzielone zfśs ub innego funduszu specjalnego, nawet jeżeli przewidywany okres ich spłaty jest dłuższy niż 12 miesięcy, licząc od dnia bilansowego, gdyż odpowiednie fundusze traktuje się jako zobowiązania krótkoterminowe,
- należności odkupione od osób trzecich, w celu uzyskania ich pokrycia przez dłużnika.

Należności krótkoterminowe ujmuje się w bilansie w grupie aktywów obrotowych. Są one wyceniane w bilansie w kwocie wymaganej zapłaty z zachowaniem zasady ostrożności.
Kwota wymaganej zapłaty oznacza wartość nominalną powiększoną o ewentualne odsetki, gdy dłużnik nie dokonał spłaty w ustalonym terminie. Ostrożność w wycenie należności oznacza, że jednostka powinna ocenić czy istnieje ryzyko niewpłynięcia części bądź całości środków od dłużników, nie rzadziej niż na dzień bilansowy. Jeśli tak – jednostka powinna utworzyć odpis aktualizujący należności. Zmniejsza on wartość należności w bilansie i jest dla firmy kosztem. Wskazówki dotyczące zasad tworzenia odpisów zawarte są w Ustawie o Rachunkowości.

## Zakres należności
Stan należności krótkoterminowych na dzień bilansowy obejmuje:
- wszystkie należności z tytułu dostaw i usług, a więc sprzedaży, stanowiącej przedmiot właściwej, operacyjnej działalności jednostki, bez względu na umowny termin ich zapłaty;
- należności z innych tytułów, niezaliczone do aktywów finansowych, których aktualny termin zapłaty jest krótszy niż rok, liczony od dnia bilansowego, np. nadpłaty podatków, ubezpieczeń społecznych i ceł, wpłacone wadia i kaucje, zaliczki udzielone na poczet zakupu udziałów i innych papierów wartościowych, wynagrodzeń, odręcznych zakupów
- wszelkie roszczenia, zarówno stanowiące przedmiot pertraktacji, jak i skierowane na drogę postępowania sądowego lub arbitrażowego, co do których nie zapadł prawomocny wyrok, obejmujące zarówno kwestionowane przez kontrahentów należności krótko- i długoterminowe, bez względu na ich tytuł, jak i należności niekwestionowane, skierowane do sądu w celu przerwania biegu przedawnienia lub uzyskania prawa do egzekucji.

| B. Aktywa obrotowe II. Należności krótkoterminowe |
| --- |
| B.II.1 Należności od jednostek powiązanych a) z tytułu dostaw i usług, o okresie spłaty: – do 12 miesięcy – powyżej 12 miesięcy b) inne |
| B.II.2 Należności od pozostałych jednostek, w których jednostka posiada zaangażowanie w kapitale a) z tytułu dostaw i usług, o okresie spłaty: – do 12 miesięcy – powyżej 12 miesięcy b) inne                                                                                           |
| B.II.3 Należności od pozostałych jednostek a) z tytułu dostaw i usług, o okresie spłaty: – do 12 miesięcy – powyżej 12 miesięcy b) z tytułu podatków, dotacji, ceł, ubezpieczeń społecznych i zdrowotnych oraz innych tytułów publicznoprawnych c) inne d) dochodzone na drodze sądowej |

Należności z tytułu dostaw i usług
Należności z tytułu dostaw i usług dotyczą należności wynikających z rozrachunków jednostki z tytułu sprzedaży (z zakupów) towarów, materiałów, produktów gotowych i usług oraz opakowań, występujących w ewidencji bilansowej. 
Dodatkowo do rozrachunków z tytułu dostaw i usług zalicza się również rozliczenia z tytułu:
- sprzedaży realizowanej na warunkach umowy komisu,
- sprzedaży skupionych uprzednio produktów rolnych, runa leśnego i surowców wtórnych oraz ich odprzedaży,
- wewnątrzwspólnotowej dostawy towarów i z tytułu ich eksportu,
- udzielanych przez sprzedawców bonifikat, rabatów i opustów przy sprzedaży towarów, produktów i usług,
- reklamacji zgłoszonych przez nabywców do dostawców, dotyczących zrealizowanych dostaw i usług.

Nie zalicza się natomiast do rozrachunków z tytułu dostaw i usług należności wynikających ze sprzedaży rzeczowych składników aktywów trwałych (środków trwałych i środków trwałych w budowie) oraz wartości niematerialnych i prawnych, także zaliczek na poczet dostaw wymienionych wyżej składników aktywów trwałych. Nie należą do rozrachunków z tytułu dostaw i usług również należności wynikające ze sprzedaży długo- i krótkoterminowych aktywów finansowych, zaliczanych - w myśl ustawy o rachunkowości - do inwestycji.
Do pozycji B.II.1a, 2a i 3a zalicza się wymagające zapłaty zarówno w złotych, jak i walucie obcej:
- należności, w tym sporne, ale nieskierowane na drogę podstępowania sądowego i arbitrażowego i niesprzedane innej jednostce, za sprzedane odbiorcom w kraju i zagranicą wyroby, usługi, towary oraz materiały łącznie z należnym VAT i odsetkami oraz zatrzymaną przez odbiorcę kaucją z tytułu rękojmi lub gwarancji, pomniejszone o przyznane odbiorcom rabaty, opusty i skonta,
- należności ze sprzedaży w części objętej reklamacją - w toku negocjacji,
- posiadane na dzień bilansowy, zwrócone wobec braku pokrycia, weksle i czeki uzyskane za należności z tytułu dostaw i usług,
- należności finansującego z tytułu oddanych w leasing operacyjny, najem i dzierżawę środków trwałych,
- nadpłaty dokonane wobec dostawców, np. wobec podwójnej zapłaty tej samej faktury lub korekty faktury za media.

Należności z tytułu dostaw i usług podzielone są według spłaty w okresie do 12 miesięcy i powyżej 12 miesięcy.
Należności z tytułu podatków, dotacji, ceł, ubezpieczeń społecznych i zdrowotnych oraz innych tytułów publicznoprawnych
Należności z tytułu podatków i tym podobnych, dotyczą należności wynikających z rozrachunków publicznoprawnych, np. z tytułu podatków, dotacji, ceł, składek wobec ZUS, opłat na PFRON. 
W tym wypadku podaje się należne od budżetu państwa, jednostek samorządu terytorialnego, urzędów celnych, w tym m.in.:
- nadpłatę podatku dochodowego od osób fizycznych i od osób prawnych,
- nadwyżkę VAT naliczonego nad należnym z deklaracji za grudzień,
- nadpłaty z tytułu składek na ubezpieczenia społeczne, ubezpieczenie zdrowotne, FP, FGŚP i FEP,
- nadpłatę podatku od nieruchomości,
- nadpłatę podatku od środków transportu,
- zwrot cła oraz kwoty wpłacone na poczet zabezpieczeń celnych.

W określonych przypadkach można także wykazać VAT naliczony wykazany w fakturach dostawców, niepodlegający odliczenia od podatku należnego. 
Pozycja B.II. 3b dotyczy kwot obejmujących należne od budżetu państwa i budżetów samorządu terytorialnego z tytułu podatkowych (np. nadpłaty podatków, nadpłaty wpłat z zysku od przedsiębiorstw państwowych i jednoosobowych spółek Skarbu Państwa, nadwyżki VAT naliczonego nad należnym do potrącenia lub zwrotu w następnych okresach wykazane w deklaracji podatkowej), niepodatkowych (np. zwrot cła), od ZUS. 
Od należności publicznoprawnych nie dokonuje się odpisów aktualizujących.
Inne należności krótkoterminowe
Inne należności krótkoterminowe dotyczą należności niedochodzonych na drodze sądowej oraz wynikające z rozrachunków z innych tytułów niż publicznoprawne lub dostawy i usługi, tzn.:
- należności od pracowników ze stosunku pracy, z tytułu udzielonych zaliczek na koszty podróży służbowych, zaliczek na zakupy, udzielonych pożyczek, niedoborów dochodzonych przez jednostkę lub zasądzonych przez sąd,
- należności od członków spółdzielni, wspólników i akcjonariuszy spółek handlowych, z wyjątkiem należności z tytułu zadeklarowanych, a nieopłaconych na dzień bilansowy udziałów lub akcji, które wykazuje się w pasywach bilansu w wierszu A.II, jako należne wpłaty na kapitał podstawowy, ze znakiem minus (wielkość ujemna),
- wypłacone w ciągu roku obrotowego kwoty do rozliczenia (pobrane przejściowo) przez właścicieli spółek cywilnych, jawnych, partnerskich, komandytowych, komandytowo-akcyjnych,
- należności z tytułu sprzedaży środków trwałych, środków trwałych w budowie, wartości niematerialnych i prawnych, inwestycji w nieruchomości, papierów wartościowych,
- odszkodowania należne z tytułu ubezpieczeń majątkowych i osobowych,
- należności z innych tytułów, np. wpłacone kaucje, wadia.

W pozycję B.II.3c,1b i 2b wykazuje się wszystkie nieujęte w pozycji B.II.1a, 2a i 3a nieskierowane na drogę postępowania spornego krótkoterminowe należności płatne zarówno w złotych, jak i walucie obcej.
Należności dochodzone na drodze sądowej
Należności dochodowe na drodze sądowej dotyczą należności skierowanych na drogę postępowania sądowego. Wartości podanych należności wykazane w bilansie koryguje się o odpisy aktualizujące tę należność. 
Stan należności powinien być uzgodniony z repertorium (wykazem, rejestrem spraw spornych) prowadzonym przez komórkę prawną (radcę prawnego) jednostki, celem wyjaśnienia spraw budzących wątpliwości i zastrzeżenia w zakresie ich ściągalności.